# 카를 F. 순드만

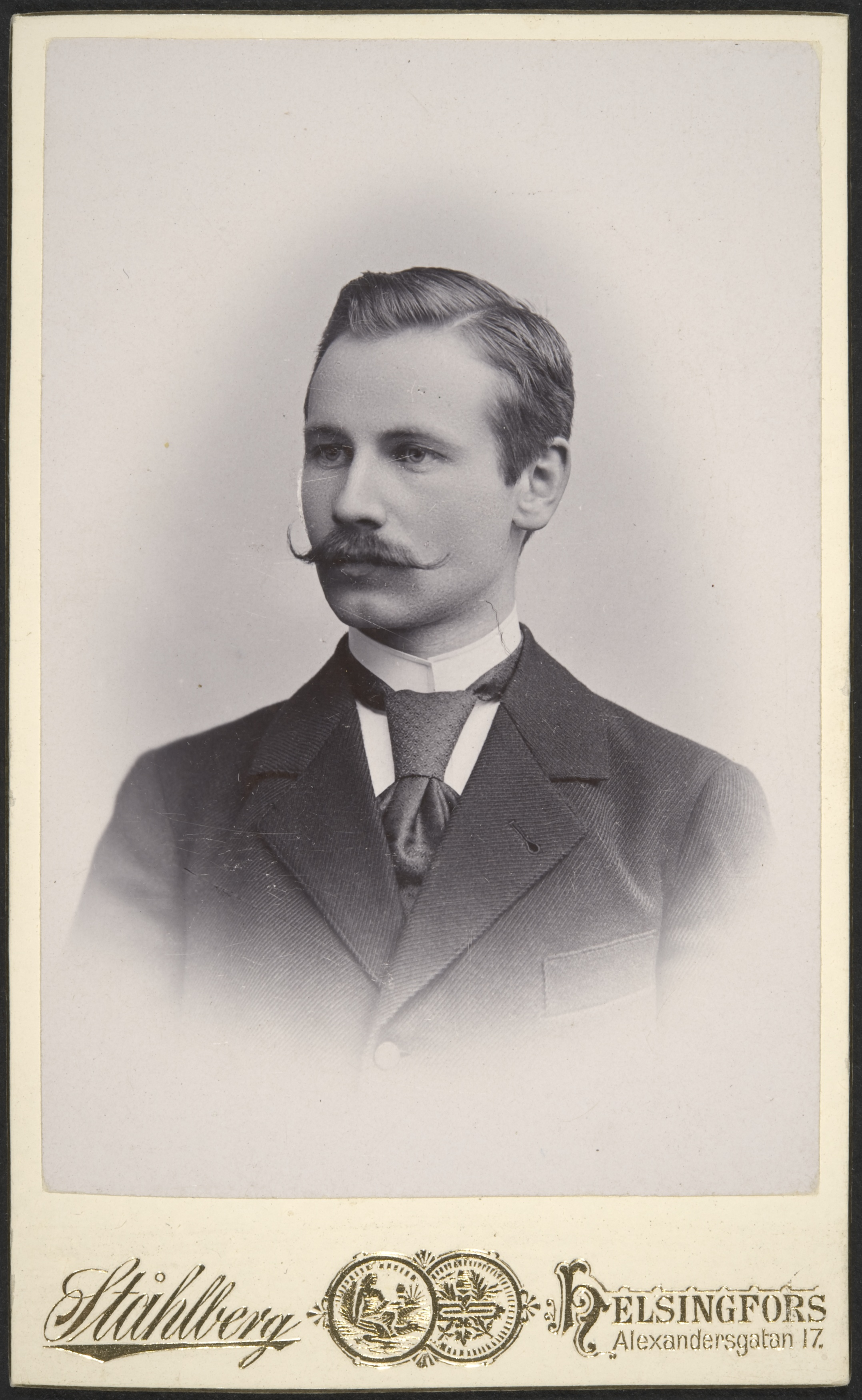
카를 F. 순드만.

카를 프리티오프 순드만(Karl Frithiof Sundman) (1873년 10월 28일, 카스키넨 – 1949년 9월 28일, 헬싱키 )은 1906년과 1909년에 삼체 문제에 대한 수렴하는 무한 급수 해의 존재를 증명하기 위해 해석적 방법을 사용한 핀란드 수학자이다. 1912년에 역학의 정규화 방법에 대한 논문도 발표했다.

## 수상 및 인정
1908년 선드먼은 핀란드 과학 및 문학 협회의 회원으로 선출되었다. 순드만은 위 업적으로 1913년 프랑스 과학 아카데미로부터 퐁테쿨랑(Pontécoulant) 상을 받았다. 1947년에 순드만은 스웨덴 왕립 과학 아카데미의 외국인 회원으로 선출되었다. 달의 순드만 분화구는 소행성 1424 순드만과 마찬가지로 그의 이름을 따서 명명되었다.

## 같이 보기
- 치우둥 왕(Qiudong Wang)은 1990년대에 세 개 이상의 물체에 대한 순드만의 해를 일반화했다.

## 참고 문헌
1. 1 2  Karl Frithiof Sundman bio
2. ↑  Sundman, K. (1912). “Mémoire sur le problème des trois corps”. 《Acta Mathematica》 36: 105–179. doi:10.1007/BF02422379.
3. ↑  Hockey, Thomas A.;  외. (2007). 《Biographical Encyclopedia of Astronomers》. Springer. 1111쪽. ISBN 978-0-387-30400-7.
4. ↑  Barrow-Green, June (2010). “The dramatic episode of Sundman” (PDF). 《Historia Mathematica》 37 (2): 164–203. doi:10.1016/j.hm.2009.12.004.
5. ↑  Elfving, Fredr. 《핀란드 과학회의 역사 1838-1938》.